# جريدة وطن (واشنطن)

## تاريخ الصحيفة
صحيفة وطن  صحيفة عربية أسبوعية تصدر من ولاية كالفورنيا، تأسست في عام 1990 في العاصمة الأمريكية واشنطن.شعارها وطن يغرد خارج السرب وقد أسسها نظام المهداوي تم اطلاق موقع «وطن يغرد خارج السرب» على الشبكة العنكبوتية في عام 1996 الذي شكل نقلة نوعية للصحيفة للوصول إلى القارئ العربي في كل مكان.وتعتبرمن الصحف الأولى في دخولها الشبكة العنكبوتية.
انتقلت إلى ولاية كالفورنيا الأمريكية عام 1993

## المضايقات
المضايقات التي تعرضت لها صحيفة وطن:
- تم ملاحقتها قانونيا عام 1993 من قبل نهاد الغادري وهو مستشار سابق للملك السعودي الراحل فهد بن عبدالعزيز لنشرها مذكراته التي كان قد زود الصحيفة بها لنشرها لكنه تراجع بعد عدة حلقات بسبب انتهاء خلافاته مع الملك السعودي فطالب الصحيفة بالتوقف. وحظيت القضية باهتمام الصحافة الأمريكية التي نشرت حول القضية القانونية ومنها Baltimore Sun
- قامت حكومة دولة الإمارات العربية المتحدة بملاحقة قانونية ضد صحيفة وطن وأبرزها محاولة منع شركات الخدمة (السيرفر) من تقديم خدمات استضافة الموقع لأن هناك حكما قضائياً إماراتيا بحجبه وهو الأمر الذي أثار غضب العديد من المنظمات الحقوقية.

## الحجب
- الحجب في السعودية: حجبت سلطات المملكة العربية السعودية عام 1996 موقع وطن عن قرائه في المملكة وكان أول المواقع الإخبارية العربية التي تتعرض للحجب في السعودية.
- الحجب في تونس: حجب نظام زين العابدين بن علي موقع وطن عام 1999عن قرائه في تونس.
- الحجب في مصر: إثر قيام الثورة المصرية قام نظام محمد حسني مبارك بحجب موقع وطن وفور خلعه من الحكم عاد الموقع للعمل مرة أخرى.
- الإمارات العربية المتحدة: حجبت دولة الإمارات العربية المتحدة موقع وطن عام 2011 بسبب تغطيته الإخبارية حول حملة الاعتقالات التي طالت الإسلاميين. وقامت حكومة الإمارات بمحاكمة موقع وطن دون تبليغ إدارته ضمن محاكماتها للإسلاميين وقضت بحجبه رغم انه محجوب واتهمته بتقديم الدعم لمحاولة الانقلاب على الحكم في الإمارات وهي محاكمات انتقدتها الكثير من المنظمات الحقوقية وشككت بنزاهتها.[5]
- الحجب في سوريا: حجب النظام السوري موقع وطن بعد شهرين من اندلاع الثورة السورية.
- الحجب في الأردن: حجبت سلطات المملكة الأردنية الهاشمية موقع وطن عام 2017
- الحجب في البحرين: بعد تعرض دولة قطر عام 2017 للحصار من أربع دول هي السعودية والإمارات والبحرين ومصر قامت مصر والبحرين بحجب موقع وطن.

## مواقف الصحيفة
منذ صدور الصحيفة كان لها الكثير من المواقف تجاه القضايا التي كان لها دورا مؤثرا في التسعينات حتى وقتنا الحالي:
- اتخذت موقفاً قويا ضد الحصار الذي فرض على العراق بعد غزوه الكويت عام 1990وأدى إلى وفاة مليون طفل عراقي.
- اتخذت موقفا مناهضا لإتفاقية أوسلو بين دولة الإحتلال الإسرائيلي ومنظمة التحرير الفلسطينية ونشرت الكثير من المواضيع التي كشفت ما توقعته الصحيفة بأن هذه الإتفاقية تعد كارثة ستلحق بالفلسطينيين وأراضيهم وأنها لن تؤدي إلى أي عملية سلام.
- تعتبر من الصحف المعبرة عن صوت المعارضيين السياسيين العرب.

## الإدارة
يتكون طاقم الجريدة، من رئيس التحرير، ومديرعام، ومجموعة من المحررين

### رئيس التحرير
يشغل منصب رئيس التحرير مؤسسها نظام المهداوي

### المدير العام
يشغل منصب مدير عام للجريدة بسام المهداوي

## السياسة العامة
1- ضمان وصول الخبر للقارئ العربي ضمن مبدأ من حق الجميع المعرفة
2- التغريد خارج سرب إعلام الحكومات والأحزاب ورجال الأعمال.
3- الإستقلالية التامة.
4- تنتهج اسلوبا اعلاميا مختلفا يتيح نشر وجهات النظر المختلفة.

## روابط ذات صلة
- موقع الجريدة الرسمي